# Краснопир, Игорь Вячеславович
И́горь Вячесла́вович Краснопи́р (укр. Ігор В'ячеславович Краснопір; род. 1 декабря 2002, Киев) — украинский футболист, нападающий львовских «Карпат» и молодёжной сборной Украины.

## Клубная карьера
Родился в Киеве. В ДЮФЛУ с 2016 по 2021 год выступал за столичные ДЮСШ-21, «Монолит», «Арсенал» и «Чемпион». Взрослую футбольную карьеру начал в мае 2021 в составе любительского клуба «Юниор» (Макаров), выступавшего в чемпионате Киевской области. Также в 2021-м календарном году выступал в вышеуказанном турнире за Калиновку.
В августе 2022 года подписал свой первый профессиональный контракт с «Оболонью». В футболке киевского клуба дебютировал 27 августа 2022 в ничейном (0:0) выездном поединке 1-го тура группы «Б» Первой лиги Украины против черкасского ЛНЗ. Игорь вышел на поле в стартовом составе, на 87-й минуте получил желтую карточку и был заменен на Сергея Машталира. Первым голом в профессиональном футболе отличился 3 сентября 2022 на 90-й минуте победного (2:1) домашнего поединка 2-го тура группы «Б» Первой лиги Украины против СК «Полтава». Краснопир вышел на поле в стартовом составе и отыграл весь матч. В сезоне 2022/23 годов провел 19 матчей (3 гола) в Первой лиге и помог команде повыситься в классе. В начале июля 2023 года вместе с 14 другими игроками продлил соглашение с «пивоварами».
В Премьер-лиге Украины дебютировал 28 июля 2023 в ничейном (0:0) домашнем поединке 1-го тура против ковалёвского «Колоса». Игорь вышел на поле в стартовом составе, а на 69-й минуте его заменил Ростислав Тарануха.

## Карьера в сборной
В ноябре 2022 года впервые вызван в молодёжную сборную Украины как резервный игрок накануне товарищеских матчей против Израиля и Грузии. В футболке украинской «молодёжки» дебютировал 21 ноября 2022 в ничейном (1:1) выездном товарищеском поединке против Грузии. Краснопир вышел на поле в стартовом составе, а на 84-й минуте его заменил Даниил Гончарук.

## Достижения
Сборная Украины
- Победитель турнира в Тулоне: 2024